# Seznam hlav států v roce 2022
V seznamu hlav států v roce 2022 jsou uvedeni nejvyšší představitelé všech nezávislých států, kteří vládli v roce 2022. Seznam je seřazen abecedně podle světadílů. Jsou zde uvedeny nejvyšší hlavy států (prezidenti, králové, atd.) a předsedové vlád (pokud taková funkce existuje), případně i další významné státní funkce (typicky generální guvernér zastupující britskou královnu (do  8. 9.), poté britského krále nebo faktické hlavy států, pokud se liší od nominálních hlav). 
V seznamu je uvedeno i několik území se sporným mezinárodním postavením, která jsou de facto nezávislá, de iure jsou ale součástí některého jiného státu.

## Afrika
| Název státu                  | Státní vlajka | Hlava státu | Předseda vlády |
| ---------------------------- | ------------- | --- | --- |
| Alžírsko                     |               | prezident Abdal Madžíd Tabbúni | Ajman bin Abd ar-Rahmán |
| Angola                       |               | prezident João Lourenço | João Lourenço |
| Benin                        |               | prezident Patrice Talon | Patrice Talon |
| Botswana                     |               | prezident Mokgweetsi Masisi | Mokgweetsi Masisi |
| Burkina Faso                 |               | prezident Roch Marc Christian Kaboré (do 24. 1., sesazen) předseda Vlasteneckého hnutí za ochranu a obnovu Paul-Henri Sandaogo Damiba (24. 1. – 30. 9.) prozatímní prezident Ibrahim Traoré(od 30. 9.) | Lassina Zerbo (do 24 .1., sesazen) funkce neobsazéna (24. 1. – 3. 3.) Albert Ouedraogo (3. 3. – 30. 9.) Appolinaire Joachim Kyelem de Tambela (od 21. 10.) |
| Burundi                      |               | prezident Évariste Ndayishimiye | Alain-Guillaume Bunyoni (do 7. 9.) Gervais Ndirakobuca ( od 7. 9.)                                                                                         |
| Čad                          |               | předseda Přechodné vojenské rady Mahamat Déby | Mahamat Déby |
| DR Kongo                     |               | prezident Félix Tshisekedi | Jean-Michel Sama Lukonde |
| Džibutsko                    |               | prezident Ismaïl Omar Guelleh | Abdoulkader Kamil Mohamed |
| Egypt                        |               | prezident Abd al-Fattáh as-Sísí | Mustafa Madbúlí |
| Eritrea                      |               | prezident Isaias Afwerki | Isaias Afwerki |
| Etiopie                      |               | prezidentka Sahle-Work Zewdeová | Abiy Ahmed |
| Gabon                        |               | prezident Ali Bongo Ondimba | Rose Christiane Rapondaová |
| Gambie                       |               | prezident Adama Barrow | Adama Barrow |
| Ghana                        |               | prezident Nana Akufo-Addo | Nana Akufo-Addo |
| Guinea                       |               | dočasný prezident Mamady Doumbouya | Mohamed Béavogui (do 17. 7.) Bernard Goumou (od 17. 7.) |
| Guinea-Bissau                |               | prezident Umaro Sissoco Embaló | Nuno Gomes Nabiam |
| Jihoafrická republika        |               | prezident Cyril Ramaphosa | Cyril Ramaphosa |
| Jižní Súdán                  |               | prezident Salva Kiir Mayardit | Salva Kiir Mayardit |
| Kamerun                      |               | prezident Paul Biya | Joseph Ngute |
| Kapverdy                     |               | prezident José Maria Neves | Ulisses Correia e Silva |
| Keňa                         |               | prezident Uhuru Kenyatta (do 13. 9.) prezident William Ruto (od 13. 9.) | Uhuru Kenyatta (do 13. 9.) William Ruto (od 13. 9.) |
| Komory                       |               | prezident Azali Assoumani | Azali Assoumani |
| Lesotho                      |               | král Letsie III. | Moeketsi Majoro (do 28. 10.) Sam Matekane (od 28. 10.) |
| Libérie                      |               | prezident George Weah | George Weah |
| Libye                        |               | předseda poslanecké sněmovny Akila Sálih Ísá předseda Prezidentské rady Muhammad Younes Menfi | Abdal Hamíd Dbaíbá (předseda vlády Vrchní revoluční rady)                                                                                                  |
| Madagaskar                   |               | prezident Andry Rajoelina | Christian Ntsay |
| Malawi                       |               | prezident Lazarus Chakwera | Lazarus Chakwera |
| Mali                         |               | prozatímní prezident Assimi Goita | Choguel Maïga |
| Maroko                       |               | král Mohamed VI. | Azíz Achanúš |
| Mauricius                    |               | prezident Prithvirajsing Roopun | Pravind Jugnauth |
| Mauritánie                   |               | prezident Muhammad uld Ghazuání | Mohamed Ould Bilal |
| Mosambik                     |               | prezident Filipe Nyusi | Carlos Agostinho do Rosário (do 3. 3.) Adriano Maleiane (od 3. 3.)                                                                                         |
| Namibie                      |               | prezident Hage Geingob | Saara Kuugongelwa-Amadhila |
| Niger                        |               | prezident Mahamadou Issoufou | Brigi Rafini |
| Nigérie                      |               | prezident Muhammadu Buhari | Muhammadu Buhari |
| Pobřeží slonoviny            |               | prezident Alassane Ouattara | Patrick Achi |
| Republika Kongo              |               | prezident Denis Sassou-Nguesso | Anatole Collinet Makosso |
| Rovníková Guinea             |               | prezident Teodoro Obiang Nguema Mbasogo | Francisco Pascual Obama Asue |
| Rwanda                       |               | prezident Paul Kagame | Edouard Ngirente |
| Senegal                      |               | prezident Macky Sall | Macky Sall (do 17. 9.) Amadou Ba (od 17. 9.) |
| Seychely                     |               | prezident Wavel Ramkalawan | Wavel Ramkalawan |
| Sierra Leone                 |               | prezident Julius Maada Bio | Jacob Jusu Saffa |
| Somálsko                     |               | prezident Mohamed Abdullahi Mohamed (do 23. 5.) prezident Hasan Šejk Mohamúd (od 23. 5.) | Mohamed Hussein Roble (do 25. 7.) Hamza Abdi Barre (od 25. 7.)                                                                                             |
| Středoafrická republika      |               | prezident Faustin-Archange Touadéra | Firmin Ngrebada (do 7. 2.) Félix Moloua (od 7. 2.) |
| Súdán                        |               | předseda Vysoké rady ozbrojených sil Abdal Fattáh Abdalrahmán Burhán | Abdalláh Hamduk (do 2. 1.) Osman Hussein (od 19. 1.) |
| Svatý Tomáš a Princův ostrov |               | prezident Carlos VilaNova | Jorge Bom Jesus (do 11. 11.) Patrice Trovoada (od 11. 11.)                                                                                                 |
| Svazijsko                    |               | král Mswati III. | Cleopas Dlamini |
| Tanzanie                     |               | prezidentka Samia Suluhu Hassanová | Kassim Majaliwa |
| Togo                         |               | prezident Faure Gnassingbé | Victoire Tomegah Dogbé |
| Tunisko                      |               | prezident Kaís Saíd | Najla Bouden Romdhaneová |
| Uganda                       |               | prezident Yoweri Museveni | Robinah Nabbanja |
| Zambie                       |               | prezident Hakainde Hichilema | Hakainde Hichilema |
| Zimbabwe                     |               | prezident Emmerson Mnangagwa | Emmerson Mnangagwa |

## Asie
| Název státu             | Státní vlajka | Hlava státu | Předseda vlády                                                                                               |
| ----------------------- | ------------- | --- | --- |
| Afghánistán             |               | nejvyšší vůdce Hajbatulláh Achúndzáda | Muhammad Hasan Achund (dočasný)                                                                              |
| Arménie                 |               | prezident Armen Sarkisjan (do 1. 2., rezignace) dočasný prezident Alen Simonyan (od 1. 2. do 13. 3.) prezident Vahagn Chačaturjan (od 13. 3.)                              | Nikol Pašinjan                                                                                               |
| Ázerbájdžán             |               | prezident Ilham Alijev | Ali Asadov                                                                                                   |
| Bahrajn                 |               | král Hamad bin Ísá Ál Chalífa | Salmán ibn Hamad Al Chalífa                                                                                  |
| Bangladéš               |               | prezident Abdul Hamid | Šajch Hasína Vadžídová                                                                                       |
| Bhútán                  |               | král Džigme Khesar Namgjel Wangčhug | Lotay Tshering                                                                                               |
| Brunej                  |               | sultán Hassanal Bolkiah | Hassanal Bolkiah                                                                                             |
| Čína                    |               | prezident Si Ťin-pching | Li Kche-čchiang                                                                                              |
| Filipíny                |               | prezident Rodrigo Duterte (do 30. 6.) prezident Bongbong Marcos (od 30. 6.)                                                                                                | Rodrigo Duterte (do 30. 6.) Bongbong Marcos (od 30. 6.)                                                      |
| Gruzie                  |               | prezidentka Salome Zurabišviliová | Irakli Garibašvili                                                                                           |
| Indie                   |               | prezident Rám Náth Kóvind (do 25. 7.) Draupadí Murmúová (od 25. 7.) | Naréndra Módí                                                                                                |
| Indonésie               |               | prezident Joko Widodo | Joko Widodo                                                                                                  |
| Irák                    |               | prezident Barham Sálih (do 13. 10.) Abdul Latif Rašíd (od 14. 10.) | Mustafa Kázimí (do 27. 10.) Muhammad Šía Súdání (od 27. 10.)                                                 |
| Írán                    |               | duchovní vůdce (faktická hlava státu) Sajjid Alí Chameneí | prezident (nominální hlava státu) Ebráhím Raísí                                                              |
| Izrael                  |               | prezident Jicchak Herzog | Naftali Bennett (do 30. 6.) Ja'ir Lapid (od 30. 6. do 29. 12.) Benjamin Netanjahu (od 29. 12.)               |
| Japonsko                |               | císař Naruhito | Fumio Kišida                                                                                                 |
| Jemen                   |               | prezident Abd Rabú Mansúr Hádí (do 7. 4., rezignace) dočasný předseda Nejvyšší politické rady Mahdi al-Mashat (od 7. 4.)                                                   | Main Abd al-Malik Said (do 7. 4.) Abdul Aziz Bin Habtour (od 7. 4.) (předseda vlády Nejvyšší politické rady) |
| Jižní Korea             |               | prezident Mun Če-in (do 9. 5.) prezident Jun Sok-jol (od 10. 5.) | Kim Pu-gjom (do 12. 5.) Choo Kyung Ho (12. 5. – 20. 5., dočasný) Han Tok-su (od 21. 5.)                      |
| Jordánsko               |               | král Abdalláh II. | Bišer Al-Khasawneh                                                                                           |
| Kambodža                |               | král Norodom Sihamoni | Hun Sen |
| Katar                   |               | emír Tamím bin Hamad Ál Thání | Sheikh Khalid ibn Khalifa ibn Abdul Aziz Al Thani                                                            |
| Kazachstán              |               | prezident Kasym-Žomart Kemeluly Tokajev | Askar Mamin (do 5. 1.) Alichan Smajlov (od 5. 1., dočasný)                                                   |
| Kuvajt                  |               | emír Nawwáf al-Ahmad al-Džábir as-Sabáh | Sabah al-Chálid as-Sabah (do 24. 7.) Sheikh Ahmad Nawaf Al Ahmad Al Sabah (od 24. 7.)                        |
| Kyrgyzstán              |               | prezident Sadyr Žaparov | Akylbek Žaparov                                                                                              |
| Laos                    |               | prezident Thongloun Sisoulith | Phankham Viphavanh (do 30. 12.) Sonexay Siphandone (od 30. 12.)                                              |
| Libanon                 |               | prezident Michel Aoun (do 30. 10.) Nadžíb Míkátí (vykonává pravomoci prezidenta) (od 30. 10.)                                                                              | Nadžíb Míkátí                                                                                                |
| Malajsie                |               | sultán Abdullah | Datuk Seri Ismail Sabri Yaakob (do 24. 11.) Anwar Ibrahim (od 24. 11.)                                       |
| Maledivy                |               | prezident Ibráhím Muhammad Sulih | Ibráhím Muhammad Sulih                                                                                       |
| Mongolsko               |               | prezident Uchnaagijn Chürelsüch | Luvsannamsraj Ojun-Erdene                                                                                    |
| Myanmar                 |               | prezident Myint Swe | Min Aun Hlain                                                                                                |
| Nepál                   |               | prezidentka Bidhjá Déví Bhandáríová | Šér Bahádur Deuba (do 25. 12.) Pušpa Kamal Dahal (od 25. 12.)                                                |
| Omán                    |               | sultán Hajtham bin Tárik | Hajtham bin Tárik                                                                                            |
| Pákistán                |               | prezident Árif Alví | Imran Chán (do 10. 4.) Šáhbáz Šaríf (od 11. 4.)                                                              |
| Saúdská Arábie          |               | král Salmán bin Abd al-Azíz | Salmán bin Abd al-Azíz (do 27. 9.) Muhammad bin Salmán (od 27. 9.)                                           |
| Severní Korea           |               | nejvyšší vůdce Kim Čong-un | Kim Tok Hun                                                                                                  |
| Singapur                |               | prezidentka Halimah Yacobová | Lee Hsien Loong                                                                                              |
| Spojené arabské emiráty |               | prezident Chalífa bin Zájid Ál Nahján (do 13. 5., zemřel) dočasný prezident Muhammad bin Rášid Ál Maktúm (13. – 14. 5.) prezident Muhammad ibn Zájid Ál Nahján (od 14. 5.) | Muhammad bin Rášid Ál Maktúm                                                                                 |
| Srí Lanka               |               | prezident Gotabaja Radžapaksa (do 15. 7., rezignace) dočasný prezident Ranil Vikremesinghe (od 15. – 21. 7.) prezident Ranil Vikremesinghe (od 21. 7.)                     | Mahinda Radžapaksa (do 12. 5.) Ranil Vikremesinghe (13. 5. – 22. 7.) Dinesh Gunawardene (od 22. 7.)          |
| Sýrie                   |               | prezident Bašár al-Asad | Husajn Arnús                                                                                                 |
| Tádžikistán             |               | prezident Emomalii Rachmon | Kokhir Rasulzoda                                                                                             |
| Thajsko                 |               | král Ráma X. | Prajutch Čan-Oča (do 24. 8.) Prawit Wongsuwan (24. 8. – 30. 9., dočasný) Prajutch Čan-Oča (od 30. 9.)        |
| Turecko                 |               | prezident Recep Tayyip Erdoğan | Recep Tayyip Erdoğan                                                                                         |
| Turkmenistán            |               | prezident Gurbanguly Berdimuhamedow (do 19. 3.) prezident Serdar Berdimuhamedow (od 19. 3.)                                                                                | Gurbanguly Berdimuhamedow (do 19. 3.) Serdar Berdimuhamedow (od 19. 3.)                                      |
| Uzbekistán              |               | prezident Shavkat Mirziyoyev | Abdulla Aripov                                                                                               |
| Vietnam                 |               | prezident Nguyễn Xuân Phúc | Phạm Minh Chính                                                                                              |
| Východní Timor          |               | prezident Francisco Guterres (do 20. 5.) prezident José Ramos-Horta (od 20. 5.)                                                                                            | Taur Matan Ruak                                                                                              |

## Evropa
| Název státu         | Státní vlajka | Hlava státu | Předseda vlády |
| ------------------- | ------------- | --- | --- |
| Albánie             |               | prezident Ilir Meta (do 24. 7.) prezident Bajram Begaj (od 24. 7.) | Edi Rama |
| Andorra             |               | Emmanuel Macron (zastupován Patrickem Strzodou) a spolukníže biskup Joan Enric Vives Sicília (zastupován Josepem Mariou Maurim)                                                                        | Xavier Espot Zamora |
| Belgie              |               | král Filip | Alexander De Croo |
| Bělorusko           |               | prezident Alexandr Lukašenko | Roman Golovčenko |
| Bosna a Hercegovina |               | předsednictvo: Milorad Dodik (do 16. 12.) Željka Cvijanović (od 16. 12.) (Srb), Željko Komšić (Chorvat), Šefik Džaferović (do 16. 12.) Denis Bećirović (od 16. 12.) (Bosňák)                           | Zoran Tegeltija |
| Bulharsko           |               | prezident Rumen Radev | Kiril Petkov (do 2. 8.) Galab Donev (od 2. 8., dočasný)                                                                                       |
| Černá Hora          |               | prezident Milo Đukanović | Zdravko Krivokapič (do 28. 4.) Dritan Abazović (od 28. 4.)                                                                                    |
| Česko               |               | prezident Miloš Zeman | Petr Fiala |
| Dánsko              |               | královna Markéta II. | Mette Frederiksenová |
| Estonsko            |               | prezident Alar Karis | Kaja Kallasová |
| Finsko              |               | prezident Sauli Niinistö | Sanna Marinová |
| Francie             |               | prezident Emmanuel Macron | Jean Castex (do 16. 5.) Élisabeth Borneová (od 16. 5.)                                                                                        |
| Chorvatsko          |               | prezident Zoran Milanović | Andrej Plenković |
| Irsko               |               | prezident Michael D. Higgins | Micheál Martin (do 17. 12.) Leo Varadkar (od 17. 12.)                                                                                         |
| Island              |               | prezident Guðni Thorlacius Jóhannesson | Katrín Jakobsdóttir |
| Itálie              |               | prezident Sergio Mattarella | Mario Draghi (do 21. 10.) Giorgia Meloniová (od 22. 10.)                                                                                      |
| Kypr                |               | prezident Nikos Anastasiadis | Nikos Anastasiadis |
| Lichtenštejnsko     |               | kníže Hans Adam II. a regent Alois z Lichtenštejna | Daniel Risch |
| Litva               |               | prezident Gitanas Nausėda | Ingrida Šimonytėová |
| Lotyšsko            |               | prezident Egils Levits | Arturs Krišjānis Kariņš |
| Lucembursko         |               | velkovévoda Jindřich I. | Xavier Bettel |
| Maďarsko            |               | prezident János Áder (do 10. 5.) prezidentka Katalin Nováková (od 10. 5.) | Viktor Orbán |
| Severní Makedonie   |               | prezident Stevo Pendarovski | Oliver Spasovski (do 16. 1.) Dimitar Kovacevski (od 16. 1.)                                                                                   |
| Malta               |               | prezident George Vella | Robert Abela |
| Moldavsko           |               | prezidentka Maia Sanduová | Natalia Gavrilitsaová |
| Monako              |               | kníže Albert II. | Pierre Dartout |
| Německo             |               | spolkový prezident Frank-Walter Steinmeier | spolkový kancléř Olaf Scholz |
| Nizozemsko          |               | král Vilém-Alexandr | Mark Rutte |
| Norsko              |               | král Harald V. | Jonas Gahr Støre |
| Polsko              |               | prezident Andrzej Duda | Mateusz Morawiecki |
| Portugalsko         |               | prezident Marcelo Rebelo de Sousa | António Costa |
| Rakousko            |               | spolkový prezident Alexander Van der Bellen | spolkový kancléř Karl Nehammer |
| Rumunsko            |               | prezident Klaus Iohannis | Nicolae Ciucă |
| Rusko               |               | prezident Vladimir Putin | Michail Mišustin |
| Řecko               |               | prezidentka Katerina Sakellaropulosová | Kyriakos Mitsotakis |
| San Marino          |               | kapitáni – regenti Francesco Mussoni a Giacomo Simoncini (do 1. 4.) kapitáni – regenti Oscar Mina a Paolo Rondelli (1. 4. – 1. 10.) kapitáni – regenti Maria Luisa Berti a Manuel Ciavatta (od 1. 10.) | Francesco Mussoni a Giacomo Simoncini (do 1.4.) Oscar Mina a Paolo Rondelli ( 1. 4. – 1. 10.) Maria Luisa Berti a Manuel Ciavatta (od 1. 10.) |
| Slovensko           |               | prezidentka Zuzana Čaputová | Eduard Heger |
| Slovinsko           |               | prezident Borut Pahor (do 23. 12.) prezidentka Nataša Pircová Musarová (od 23. 12.) | Janez Janša (do 25. 5.) Robert Golob (do 25. 5.)                                                                                              |
| Spojené království  |               | královna Alžběta II. (do 8. 9., zemřela) král Karel III. (od 8. 9.) | Boris Johnson (do 6. 9.) Liz Trussová (6. 9. – 25. 10.) Rishi Sunak (od 25. 10.)                                                              |
| Srbsko              |               | prezident Aleksandar Vučić | Ana Brnabićová |
| Španělsko           |               | král Filip VI. Španělský | Pedro Sánchez |
| Švédsko             |               | král Karel XVI. Gustav | Stefan Löfven (do 18.10.) Ulf Kristersson (od 18.10.)                                                                                         |
| Švýcarsko           |               | prezident Ignazio Cassis | Ignazio Cassis |
| Ukrajina            |               | prezident Volodymyr Zelenskyj | Denys Šmyhal |
| Vatikán             |               | papež František | státní sekretář Pietro Parolin předseda governorátu Fernando Vérgez Alzaga                                                                    |

## Severní a Střední Amerika
| Název státu               | Státní vlajka | Hlava státu | Předseda vlády                                                |
| ------------------------- | ------------- | --- | ------------------------------------------------------------- |
| Antigua a Barbuda         |               | královna Alžběta II. (do 8. 9., zemřela) – generální guvernér Sir Rodney Williams král Karel III. (od 8. 9.) – generální guvernér Sir Rodney Williams                             | Gaston Browne                                                 |
| Bahamy                    |               | královna Alžběta II. (do 8. 9., zemřela) – generální guvernér Sir Cornelius Smith král Karel III. (od 8. 9.) – generální guvernér Sir Cornelius Smith                             | Philip Davis                                                  |
| Barbados                  |               | prezidentka Sandra Masonová | Mia Mottleyová                                                |
| Belize                    |               | královna Alžběta II. (do 8. 9., zemřela) – generální guvernérka Froyla Tzalamová král Karel III. (od 8. 9.) – generální guvernérka Froyla Tzalamová                               | Johnny Briceño                                                |
| Dominika                  |               | prezident Charles Savarin | Roosevelt Skerrit                                             |
| Dominikánská republika    |               | prezident Luis Abinader | Luis Abinader                                                 |
| Grenada                   |               | královna Alžběta II. (do 8. 9., zemřela) – generální guvernérka Dame Cécile La Grenade král Karel III. (od 8. 9.) – generální guvernérka Dame Cécile La Grenade                   | Keith Mitchell                                                |
| Guatemala                 |               | prezident Alejandro Giammattei | Alejandro Giammattei                                          |
| Haiti                     |               | dočasný prezident Ariel Henry | Ariel Henry                                                   |
| Honduras                  |               | prezident Juan Orlando Hernández (do 27. 1.) prezidentka Xiomara Castro (od 27. 1.)                                                                                               | Juan Orlando Hernández (do 27. 1.) Xiomara Castro (od 27. 1.) |
| Jamajka                   |               | královna Alžběta II. (do 8. 9., zemřela) – generální guvernér Sir Patrick Allen král Karel III. (od 8. 9.) – generální guvernér Sir Patrick Allen                                 | Andrew Holness                                                |
| Kanada                    |               | královna Alžběta II. (do 8. 9., zemřela) – generální guvernérka Mary Simonová král Karel III. (od 8. 9.) – generální guvernérka Mary Simonová                                     | Justin Trudeau                                                |
| Kostarika                 |               | prezident Carlos Alvarado Quesada (do 8. 5.) prezident Rodrigo Chaves (od 8. 5.)                                                                                                  | Carlos Alvarado Quesada (do 8. 5.) Rodrigo Chaves (od 8. 5.)  |
| Kuba                      |               | prezident Miguel Díaz-Canel | Manuel Marrero                                                |
| Mexiko                    |               | prezident Andrés Manuel López Obrador | Andrés Manuel López Obrador                                   |
| Nikaragua                 |               | prezident Daniel Ortega | Daniel Ortega                                                 |
| Panama                    |               | prezident Laurentino Cortizo | Laurentino Cortizo                                            |
| Salvador                  |               | prezident Nayib Bukele | Nayib Bukele                                                  |
| Spojené státy americké    |               | prezident Joe Biden | Joe Biden                                                     |
| Svatá Lucie               |               | královna Alžběta II.(do 8. 9., zemřela) – dočasný generální guvernér Errol Charles král Karel III. (od 8. 9.) – dočasný generální guvernér Errol Charles                          | Philip J. Pierre                                              |
| Svatý Kryštof a Nevis     |               | královna Alžběta II. (do 8. 9., zemřela) – generální guvernér Sir Samuel Weymouth Tapley Seaton král Karel III. (od 8. 9.) – generální guvernér Sir Samuel Weymouth Tapley Seaton | Timothy Harris (do 6. 8.) Terrance Drew (od 6. 8.)            |
| Svatý Vincenc a Grenadiny |               | královna Alžběta II.(do 8. 9., zemřela) – generální guvernérka Dame Susan Douganová král Karel III. (od 8. 9.) – generální guvernérka Dame Susan Douganová                        | Ralph Gonsalves                                               |
| Trinidad a Tobago         |               | prezidentka Paula-Mae Weekesová | Keith Rowley                                                  |

## Jižní Amerika
| Název státu | Státní vlajka | Hlava státu                                                                            | Předseda vlády |
| ----------- | ------------- | -------------------------------------------------------------------------------------- | --- |
| Argentina   |               | prezident Alberto Fernández                                                            | Alberto Fernández |
| Bolívie     |               | prezident Luis Arce                                                                    | Luis Arce |
| Brazílie    |               | prezident Jair Bolsonaro                                                               | Jair Bolsonaro |
| Ekvádor     |               | prezident Guillermo Lasso                                                              | Guillermo Lasso |
| Guyana      |               | prezident Irfaan Ali                                                                   | Mark Phillips |
| Chile       |               | prezident Sebastián Piñera (do 11. 3.) prezident Gabriel Boric (od 11. 3.)             | Sebastián Piñera (do 11. 3.) Gabriel Boric (od 11. 3.) |
| Kolumbie    |               | prezident Iván Duque (do 7. 8.) prezident Gustavo Petro (od 7. 8.)                     | Iván Duque (do 7. 8.) Gustavo Petro (od 7. 8.) |
| Paraguay    |               | prezident Mario Abdo Benítez                                                           | Mario Abdo Benítez |
| Peru        |               | prezident Pedro Castillo (do 7. 12., sesazen) prezidentka Dina Boluarteová (od 7. 12.) | Mirtha Vásquezová (do 1. 2.) Héctor Valer Pinto (1. 2. – 25. 11.) Betssy Chávezová (25. 11. – 10. 12.) Pedro Angulo (10. 12. – 21. 12.) Alberto Otárola (od 21. 12.) |
| Surinam     |               | prezident Chan Santokhi                                                                | Chan Santokhi |
| Uruguay     |               | prezident Luis Alberto Lacalle Pou                                                     | Luis Alberto Lacalle Pou |
| Venezuela   |               | prezident Nicolás Maduro dočasný prezident Juan Guaidó                                 | Nicolás Maduro Juan Guaidó |

## Oceánie
| Název státu                  | Státní vlajka | Hlava státu | Předseda vlády                                                                            |
| ---------------------------- | ------------- | --- | ----------------------------------------------------------------------------------------- |
| Austrálie                    |               | královna Alžběta II. (do 8. 9., zemřela) – generální guvernér David Hurley král Karel III. (od 8. 9.) – generální guvernér David Hurley          | Scott Morrison (do 23. 5.) Anthony Albanese (od 23. 5.)                                   |
| Federativní státy Mikronésie |               | prezident David Panuelo | David Panuelo                                                                             |
| Fidži                        |               | prezident Ratu Wiliame Katonivere | Frank Bainimarama (do 24. 12.) Sitiveni Rabuka (od 24. 12.)                               |
| Kiribati                     |               | prezident Taneti Maamau | Taneti Maamau                                                                             |
| Marshallovy ostrovy          |               | prezident David Kabua | David Kabua                                                                               |
| Nauru                        |               | prezident Lionel Aingimea (do 28. 9.) prezident Russ Kun (od 29. 9.)                                                                             | Lionel Aingimea (do 28. 9.) Russ Kun (od 29. 9.)                                          |
| Nový Zéland                  |               | královna Alžběta II. (do 8. 9., zemřela) – generální guvernérka Cindy Kiro král Karel III. (od 8. 9.) – generální guvernérka Cindy Kiro          | Jacinda Ardernová                                                                         |
| Palau                        |               | prezident Surangel Whipps Jr. | Surangel Whipps Jr.                                                                       |
| Papua Nová Guinea            |               | královna Alžběta II. (do 8. 9., zemřela) – generální guvernér Bob Dadae král Karel III. (od 8. 9.) – generální guvernér Bob Dadae                | James Marape                                                                              |
| Samoa                        |               | náčelník Va'aletoa Sualauvi II. | Naomi Mata'afa                                                                            |
| Šalomounovy ostrovy          |               | královna Alžběta II. (do 8. 9., zemřela) – generální guvernér David Vunagi král Karel III. (od 8. 9.) – generální guvernér David Vunagi          | Manasseh Sogavare                                                                         |
| Tonga                        |               | král Tupou VI. | Siaosi Sovaleni                                                                           |
| Tuvalu                       |               | královna Alžběta II.(do 8. 9., zemřela) – generální guvernér Tofiga Falani král Karel III. (od 8. 9.) – generální guvernér Tofiga Vaevalu Falani | Kausea Natano                                                                             |
| Vanuatu                      |               | prezident Tallis Obed Moses (do 6. 7.) dočasný prezident Seoule Simeon (6. – 23. 7.) prezident Nikenike Vurobaravu (od 23. 7.)                   | Charlot Salwai (do 20. 8.) Bob Loughman (od 20. 8. – 4. 11.) Ishmael Kalsakau (od 4. 11.) |

## Státy se sporným mezinárodním uznáním
| Název státu      | Státní vlajka | Hlava státu                                                                | Předseda vlády                                                |
| ---------------- | ------------- | -------------------------------------------------------------------------- | ------------------------------------------------------------- |
| Abcházie         |               | dočasný prezident Valerij Bganba                                           | Valerij Bganba                                                |
| Jižní Osetie     |               | prezident Anatolij Bibilov (do 24. 5.) prezident Alan Gaglojev (od 24. 5.) | Gennadij Bekojev (do 20. 6.) Konstantin Džussojev (od 20. 6.) |
| Kosovo           |               | prezidentka Vjosa Osmaniová                                                | Albin Kurti                                                   |
| Náhorní Karabach |               | prezident Bako Sahakyan                                                    | Arajik Harutjunjan                                            |
| Severní Kypr     |               | prezident Ersin Tatar                                                      | Faiz Sucuoğlu (do 12. 5.) Ünal Üstel (od 12. 5.)              |
| Palestina        |               | prezident Mahmúd Abbás                                                     | Muhammad Ištaja                                               |
| Tchaj-wan        |               | prezidentka Cchaj Jing-wen                                                 | Su Čen-čchang                                                 |
| Západní Sahara   |               | prezident Brahim Ghali                                                     | Bouchraya Hammoudi Bayoun                                     |